# Kazimierz Gierżod
Kazimierz Gierżod (Varsóvia, 6 de agosto de 1936 - Grodzisk Mazowiecki, 1 de abril de 2018) foi um pianista polonês.
Em 1962 formou-se na Accademia Chigliana de Siena e ganhou o primeiro prêmio do Gdańsk em 1964, no Festival of Young Musicians. Teve uma carreira intercontinental, além de ter sido reitor da Academia de Música Fryderyk Chopin (1987-1994). Foi também nomeado em 1988 professor convidado na Universidade Soai, em Osaka. Em 2002 foi agraciado com a Cruz de Oficial da Ordem da Polônia Restituta.